# Disque menstruel
Le disque menstruel, ou disque de règles, est une protection périodique interne qui s’insère dans le vagin pour recueillir le flux menstruel. Il est une nouvelle alternative aux tampons et aux coupes menstruelles. Cette protection s’est largement démocratisée depuis 2022, car elle permet de recueillir un volume de flux supérieur à celui des autres protections, et elle est l’une des rares à être compatible avec les rapports sexuels.

## Histoire
Le disque menstruel est inspiré de la coupe menstruelle, dont le premier brevet a été déposé dans les années 1930. À leurs débuts, les cups menstruelles ont rencontré peu de succès ; il a fallu attendre la fin des années 1990 aux États-Unis, puis le début des années 2000, pour voir les premières marques de coupes arriver sur le marché.
Un premier modèle de disque menstruel jetable apparaît en 1994, développé par Audrey Contente, cadre chez Ultrafem, Inc. Cette entreprise est ensuite rachetée par Evofem, qui gagne en popularité aux États-Unis dès 1998. En 2015, Evofem est elle-même rachetée par la marque américaine Flex, toujours active aujourd'hui.
En 2017, la première version réutilisable du disque menstruel apparaît : la Ziggy Cup, créée par la marque Intimina.
Depuis 2022, d'autres marques comme Cup&Co, AyoraCup, Femdisc et OmyDisc ont contribué à démocratiser cette protection en France et en Europe.

## Description
Le disque menstruel fonctionne de manière similaire à une coupe menstruelle : il recueille le sang des règles à l’intérieur du vagin. Toutefois, il s’en distingue par sa forme plus plate, en forme de disque creux, et par son positionnement, plus haut dans le vagin, juste sous le col de l’utérus,.
Le disque est disponible en plusieurs tailles, formes (rondes ou ovales) et modèles, avec ou sans système de retrait (tige ou languette). Il existe en version réutilisable ou jetable à usage unique.

## Utilisation
Pour l'insérer, il est nécessaire de pincer le disque pour le rendre aussi fin qu'un tampon, puis de l’introduire au fond du vagin afin de le positionner sous le col de l’utérus. Le disque tient naturellement en place sans effet de succion en épousant le fornix, une zone anatomique située au fond du vagin. L’avant du disque repose contre l’os pubien, ce qui le maintient en position.
Certaines marques comme Cup&Co, OmyDisc et Pixie Cup proposent également des applicateurs pour faciliter l’insertion, notamment pour les débutantes.
Après six à huit heures de port maximum, il est recommandé de retirer le disque. Selon le modèle, il doit être rincé et réutilisé ou jeté. Pour le retirer, il suffit d’accrocher le bord du disque avec un doigt et de le tirer doucement, puis de le vider dans les toilettes. Certaines utilisatrices expérimentées pratiquent également l’autovidage, qui permet de vider le disque sans l’enlever,.

### Entretien
Pour les disques menstruels réutilisables, il est essentiel de bien rincer la protection avant et après chaque utilisation, afin d’éliminer les résidus de sang. Une stérilisation est également recommandée au moins une fois par cycle, en plaçant le disque dans de l’eau bouillante pendant environ 5 minutes. Certaines marques proposent des stérilisateurs adaptés pour simplifier cette étape,.
L'utilisation de produits abrasifs ou de vinaigre est déconseillée, car ils peuvent endommager le disque et irriter la muqueuse vaginale,.
En ce qui concerne les disques menstruels jetables, aucun entretien n'est nécessaire : ils sont généralement stériles et doivent être jetés après usage.

### Avantages et Inconvénients
Le disque menstruel présente de nombreux avantages par rapport aux autres protections périodiques :
- discret et invisible sous un maillot de bain ou une robe ;
- adapté à la pratique d'activités sportives (danse, gymnastique, natation)[10] ;
- plus hygiénique que les tampons ou serviettes, car il n’assèche pas le vagin et ne contient pas de produits chimiques ;
- plus écologique et économique en version réutilisable ;
- confort supérieur grâce à sa souplesse et à son positionnement dans une zone avec moins de terminaisons nerveuses[10],[4] ;
- compatible avec les rapports sexuels[5],[4] ;
- capacité de rétention supérieure à celle des autres protections (jusqu’à 80 ml selon une étude du BMJ Journals[11]) ;
- autovidage de la protection possible, sans avoir à la retirer[10].

Cependant, quelques il existe quelques inconvénients :
- utilisation compliqué pour certaines femmes lors des premières tentatives, l'utilisation nécessite une certaine aisance avec son corps.
- difficulté à choisir la bonne taille, bien que certaines marques proposent des garanties pour aider à trouver un modèle adapté[12] ;
- risque de fuites en cas de mauvais positionnement ou de taille inadaptée[13] ;
- retrait pouvant parfois être salissant, notamment pour les débutantes.

## Sécurité sanitaire

### Composition
La majorité des disques menstruels réutilisables sont fabriqués en silicone médical, une matière hypoallergénique et sans  produits chimiques. Ils sont sans BPA ni latex,.
La composition des disques jetables varie selon les marques. Les disques jetables Flex sont fabriqués en polymères médicaux, huile minérale et charbon noir. Les disques jetables OmyDisc utilisent du TPU (élastomère thermoplastique) de qualité médicale. Les disques jetables Cup&Co sont fabriqués en silicone médical.

### Syndrome du choc toxique
Comme toutes les protections internes (tampons, cups), les disques menstruels exposent au risque du syndrome du choc toxique (SCT), une infection rare mais grave. Ce risque est lié à la stagnation du sang dans le corps.
L'ANSES recommande de changer toute protection interne au maximum toutes les six heures pour limiter ce risque.

### Compatibilité avec le DIU
Selon une enquête menée par Cup&Co auprès de gynécologues et de sages-femmes, le disque menstruel est compatible avec le port d’un dispositif intra-utérin (DIU), qu’il soit en cuivre ou hormonal.
Contrairement à la coupe menstruelle, qui pourrait augmenter légèrement le risque d’expulsion du stérilet selon une étude de l’American College of Obstetricians and Gynecologists publiée en 2020, le disque menstruel semble n'entraîner aucun risque particulier. En cas de doute, il est recommandé d’en parler à son professionnel de santé.